# FC Panserraikos
Der FC Panserraikos (Πανσερραϊκός) ist ein griechischer Fußballverein aus Serres, der in der Alpha Ethniki, Griechenlands erster Liga (Super League), spielt.

## Geschichte
Der Verein entstand 1964 aus der Fusion der beiden ortsansässigen Vereine Iraklis und Apollon. Nach der Gründung spielte Panserraikos bis in die 1970er Jahre regelmäßig in der ersten griechischen Liga. 1992 stiegen die Nordgriechen letztmals in die Beta Ethniki und ein Jahr später gleich weiter in die Gamma Ethniki ab. Nach weiteren Auf- und Abstiegen spielte der Verein bis 2008 in der zweiten Liga und stieg dann als souveräner Tabellenführer und 16 Jahren Abstinenz in die Super League auf. Panserraikos konnte die Klasse jedoch nicht halten und stieg ein Jahr später wieder in die zweite Liga ab. Als Sieger der Playoffs 2009/10 schaffte der Verein erneut den Aufstieg in Griechenlands höchste Spielklasse, doch erneut stieg die Mannschaft wieder ab.

## Ehemalige bekannte Spieler
- Traianos Dellas (1994–1996)
- Christos Melissis (2001–2005)
- Edvin Murati (2007–2008)
- Peter Schyrba (2006–2007)